# Hetepsejemuy
Hetepsejemuy fue el primer faraón de la dinastía II de Egipto; reinó c. 2890-2862 a. C..
Su nombre significa "Los dos poderes está en paz", lo que parece aludir a la terminación de las luchas entre el Bajo Egipto y el Alto Egipto. 
Manetón le denomina Boetos, según Sexto Julio Africano, o Bocos, en la versión armenia de Eusebio de Cesarea, y le asigna 28 años de reinado. 
El Canon Real de Turín indica 95 años para Bau... (fragmento).
Se le considera el iniciador de la dinastía II, pero no se sabe con certeza que relación existió entre él y la dinastía anterior, pues se cree que no fue hijo de Qaa. Es posible que Hetepsejemuy llegara al trono casándose con una princesa.
A partir de su reinado dejan de usarse las tablillas epónimas de la dinastía I y las reemplazan por impresiones de sellos cilíndricos. Esto nos proporcionará los nombres de los funcionarios, pero no información sobre sucesos políticos o religiosos.
Según Manetón en su época se abrió una grieta en el suelo de Bubastis en la que perecieron numerosas personas. 
Se cree que Hetepsejemuy fue apartado del trono mediante un complot organizado por su propio hermano. 

## Testimonios de su época
- Su tumba se ha identificado en Saqqara; la estructura enterrada ha perdurado pero no quedan restos de la superestructura.
- Impresiones de sello en una galería bajo la pirámide de rey Unis en Saqqara; quizá la tumba de Hetepsejemuy (Maspero)
- Fragmento del recipiente de Qau (Brunton)

## Titulatura
| Titulatura | Jeroglífico | Transliteración (transcripción) - traducción - (referencias) |

| G5 |

| G5 |

| Htp | sxm | sxm |

| Htp | sxm | sxm |

| Htp | sxm | sxm |

| Htp | sxm | sxm |

| G5 |

| G5 |

| Htp | sxm | sxm |

| Htp | sxm | sxm |

| Htp | sxm | sxm |

| Htp | sxm | sxm |

| G16 |

| G16 |

| Htp |

| Htp |

| G16 |

| G16 |

| Htp |

| Htp |

| G8 |

| G8 |

|  |

| G8 |

| G8 |

|  |

| D58 | U28 | w | M44 |

| D58 | U28 | w | M44 |

| D58 | U28 | w | M44 |

| D58 | U28 | w | M44 |

| D58 | U28 | w | M44 |

| D58 | U28 | w | M44 |

| D58 | U28 | w | M44 |

| D58 | U28 | w | M44 |

| D58 | U28 | w | M44 |

| D58 | U28 | w | M44 |

| D58 | U28 | w | M44 |

| D58 | U28 | w | M44 |

| D58 | U28 | w | M44 |

| D58 | U28 | w | M44 |

| D58 | U28 | w | M44 |

| D58 | U28 | w | M44 |

| R8 | G30 |

| R8 | G30 |

| R8 | G30 |

| R8 | G30 |

| R8 | G30 |

| R8 | G30 |

| R8 | G30 |

| R8 | G30 |

| R8 | G30 |

| R8 | G30 |

| R8 | G30 |

| R8 | G30 |

| R8 | G30 |

| R8 | G30 |

| R8 | G30 |

| R8 | G30 |

| b | U28 | U30 | w |

| b | U28 | U30 | w |

| b | U28 | U30 | w |

| b | U28 | U30 | w |

| b | U28 | U30 | w |

| b | U28 | U30 | w |

| b | U28 | U30 | w |

| b | U28 | U30 | w |

| b | U28 | U30 | w |

| b | U28 | U30 | w |

| b | U28 | U30 | w |

| b | U28 | U30 | w |

| b | U28 | U30 | w |

| b | U28 | U30 | w |

| b | U28 | U30 | w |

| b | U28 | U30 | w |

| HASH | G30 | Z1 | Y1 · Z2 |

| HASH | G30 | Z1 | Y1 · Z2 |

| HASH | G30 | Z1 | Y1 · Z2 |

| HASH | G30 | Z1 | Y1 · Z2 |

| HASH | G30 | Z1 | Y1 · Z2 |

| HASH | G30 | Z1 | Y1 · Z2 |

| HASH | G30 | Z1 | Y1 · Z2 |

| HASH | G30 | Z1 | Y1 · Z2 |

| HASH | G30 | Z1 | Y1 · Z2 |

| HASH | G30 | Z1 | Y1 · Z2 |

| HASH | G30 | Z1 | Y1 · Z2 |

| HASH | G30 | Z1 | Y1 · Z2 |

| HASH | G30 | Z1 | Y1 · Z2 |

| HASH | G30 | Z1 | Y1 · Z2 |

| HASH | G30 | Z1 | Y1 · Z2 |

| HASH | G30 | Z1 | Y1 · Z2 |